# Santino Fontana
Santino Fontana (Califórnia, 21 de março de 1982) é um ator, diretor de cinema e compositor norte-americano. Ele é conhecido por atuar em peças da Broadway, incluindo na sua estreia em Sunday in the Park with George (2007).Recentemente, ele foi a voz do antagonista Príncipe Hans, na animação Frozen (2013).